# أشرف أمجد الصيفي
أشرف أمجد الصيفي (ولد 20/1/1995، مصر) لاعب قطر في رمي المطرقة في ألعاب القوى. بلعب شقيقه أحمد أيضا في رمي المطرقة وفاز بعدة بطولات أيضاً.
حصل على العديدة من الميداليات ومنها الذهبية.

## وصلات خارجية
- أشرف أمجد الصيفي على موقع الاتحاد الدولي لألعاب القوى (الإنجليزية)
- أشرف أمجد الصيفي على موقع اللجنة الأولمبية الدولية (الإنجليزية)
- أشرف أمجد الصيفي على موقع أوليمبيديا (الإنجليزية)